# Plesioneuron cystodioides
Plesioneuron cystodioides är en kärrbräkenväxtart som beskrevs av Holtt. Plesioneuron cystodioides ingår i släktet Plesioneuron och familjen Thelypteridaceae. Inga underarter finns listade.